# 聖克里斯托巴爾區 (盧卡納斯省)

聖克里斯托巴區的位置

14°41′38″S 74°07′27″W / 14.69389°S 74.12417°W
聖克里斯托巴區（西班牙語：Distrito de San Cristóbal），是秘魯的一個區，位於該國中南部阿亞庫喬大區的盧卡納斯省，始建於1986年3月25日，面積391.8平方公里，海拔高度3,550米，2005年人口2,097，人口密度每平方公里5.4人。